# Warren Delano Robbins

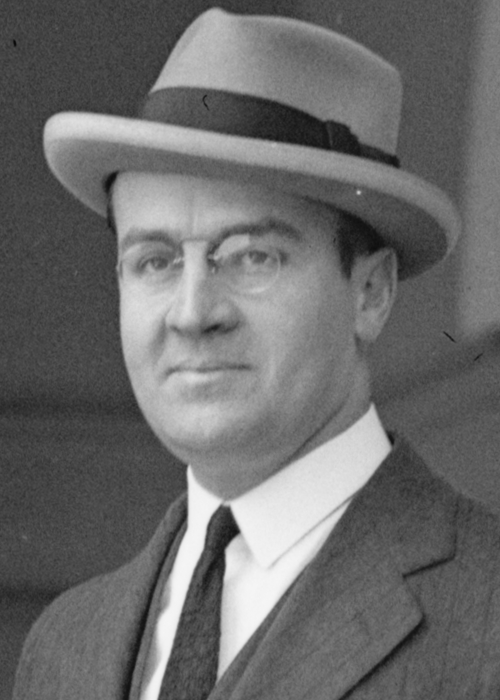
Warren Delano Robbins (3. März 1922)

Warren Delano Robbins (* 3. September 1885 in Brooklyn, New York; † 7. April 1935 in New York City) war ein US-amerikanischer Diplomat, der unter anderem zwischen 1931 und 1933 Chef des Protokolls im US-Außenministerium (Chief of Protocol of the United States) war.

## Leben

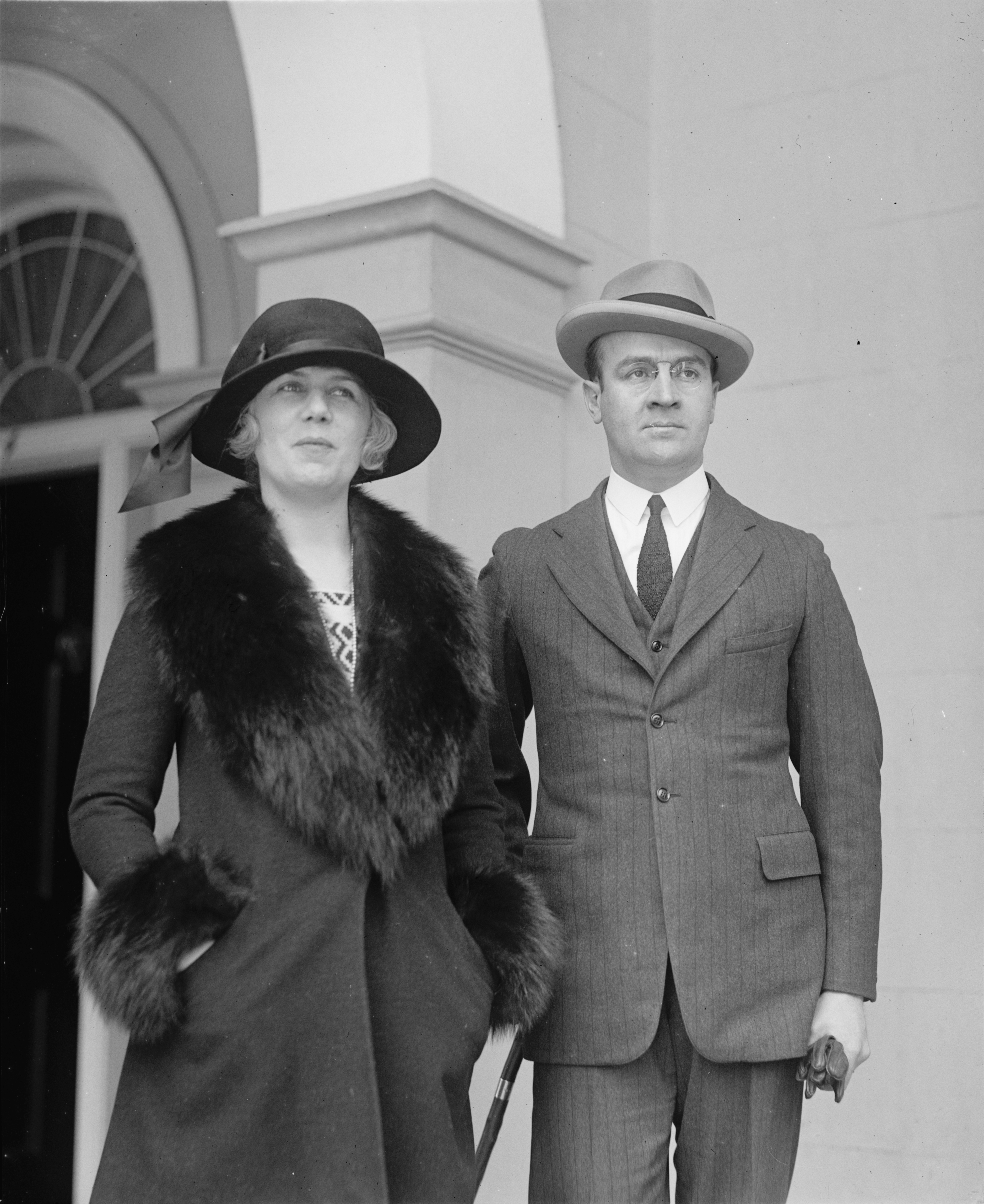
Warren Delano Robbins mit seiner Ehefrau Irene DeBruyn Robbins (3. März 1922)

Warren Delano Robbins war nach Muriel Delano Martineau das zweite Kind und der einzige Sohn von Charles Albert Robbins und dessen Ehefrau Katherine Robbins Delano Collier. Seine Mutter war die jüngere Schwester von Sara Ann Delano Roosevelt, aus deren Ehe mit James Roosevelt I der spätere US-Präsident Franklin D. Roosevelt hervorging, so dass er ein Cousin ersten Grades des US-Präsidenten war. Nach dem Tode seines Vaters 1889 wurde er Halbwaise, ehe seine Mutter am 9. August 1893 in zweiter Ehe Price Collier heiratete. Aus dieser Ehe gingen seine Halbschwestern Katharine Price Collier St. George, die zwischen 1947 und 1965 Mitglied des US-Repräsentantenhauses für New York war, sowie Sara Roosevelt „Sallie“ Collier Fellowes-Gordon hervor.
Er selbst begann nach dem Besuch der Groton School ein Studium an der Harvard University, das er 1908 abschloss. Im darauf folgenden Jahr trat er 1909 in den diplomatischen Dienst und wurde zunächst Sekretär an der Botschaft in Portugal. In den folgenden 20 Jahren folgten weitere Verwendungen an den Auslandsvertretungen in Argentinien, Frankreich, Guatemala, Deutschland und Italien sowie im US-Außenministerium.
Am 17. Juli 1928 wurde Robbins zum Außerordentlichen und bevollmächtigen Gesandten der Vereinigten Staaten in El Salvador und übergab dort am 27. Februar 1929 als Nachfolger von Jefferson Caffery sein Akkreditierungsschreiben. Diesen Posten behielt er bis zum 30. April 1931 und wurde danach von Charles B. Curtis abgelöst. Danach war er kurzzeitig im Weißen Haus Leiter des Referats für Zeremonien (White House Ceremonial Officer) und damit verantwortlich für die Begrüßung und Begleitung ausländischer Würdenträger. Am 15. September 1931 wurde er Nachfolger von F. Lammot Belin als Chef des Protokolls im US-Außenministerium (Chief of Protocol of the United States) und bekleidete dieses Amt bis zum 11. Juni 1933, woraufhin sein Vorvorgänger James Clement Dunn seine Nachfolge antrat.
Nach dem Amtsantritt seines Cousins Franklin D. Roosevelt als US-Präsident wurde Warren D. Robbins von diesem am 11. Mai 1933 zum Gesandten in Kanada ernannt und überreichte als Nachfolger von Hanford MacNider am 16. Mai 1933 seine Beglaubigung. Dieses Amt bekleidete er bis zum 28. März 1935 und wurde danach von Norman Armour abgelöst. Er verstarb wenige Tage später am 7. April 1935 an den Folgen einer Lungenentzündung und wurde auf dem Riverside Cemetery in Fairhaven bestattet.
Warren Delano Robbins war mit Irene DeBruyn Robbins (1887–1960) verheiratet. Aus dieser Ehe stammten Warren Delano Robbins II (1911–1979) sowie Edward Hutchinson „Hutch“ Robbins  (1912–1944), der als Hauptmann der US Army im Zweiten Weltkrieg in Italien fiel. Irene DeBruyn Robbins wurde 1937 zu stellvertretenden Leiterin der Liegenschaftsabteilung des Außenministeriums (Assistant Chief , Foreign Service Buildings Office), die verantwortlich für die Einrichtung und Dekoration von US-Botschaften, Konsulaten und anderen Einrichtungen ist.